# Dornier Do 26
El Dornier Do 26 fue un hidrocanoa completamente metálico con ala de gaviota producido en Alemania por la firma Dornier Flugzeugwerke. Concebido en un principio para cubrir los servicios de la aerolínea Deutsche Luft Hansa (DLH) de correo trasatlántico entre Lisboa y Nueva York; para más tarde ser empleados en la ruta del Atlántico Sur. Los tres ejemplares más otros tres construidos para la Luftwaffe fueron empleados durante las primeras etapas de la Segunda Guerra Mundial.

## Diseño y desarrollo
El Do 26 era radicalmente distinto a los primeros hidrocanoas construidos por la firma Dornier. De configuración cantilever de alas tipo gaviota, los flotadores estabilizadores estaban situados en el intradós de la sección central de las alas y eran totalmente retráctiles. Estaba propulsado por dos pares de motores diésel de doble hélice tripala en tándem, Junkers Jumo 205D de 868 hp (647 kW) o E de 600 hp ; el par de motores traseros se levantaban en un ángulo de 10° durante el despegue para proteger a las hélices metálicas tripala de las salpicaduras de agua que producía el casco. La unidad de cola era de diseño convencional, con un plano de cola horizontal y una sola aleta vertical con timón .
Además de la tripulación de 4 personas podía transportar 8 pasajeros en versión civil y 12 soldados completamente equipados en la versión militar. Sus pontones de amerizaje se podían retractar hacía el ala. El diseño hidrodinámico del casco no estaba pensado para el amerizaje en alta mar, se había concebido solo para el despegue y aterrizaje en lagos y ríos de bajo oleaje.
Podía transportar una carga de 500 kg o cuatro pasajeros en la ruta de Lisboa a Nueva York. Su alcance era de 7000/9000 km lo que lo colocaba en condiciones de realizar vuelos transoceánicos.

## Historial operativo

### Preguerra

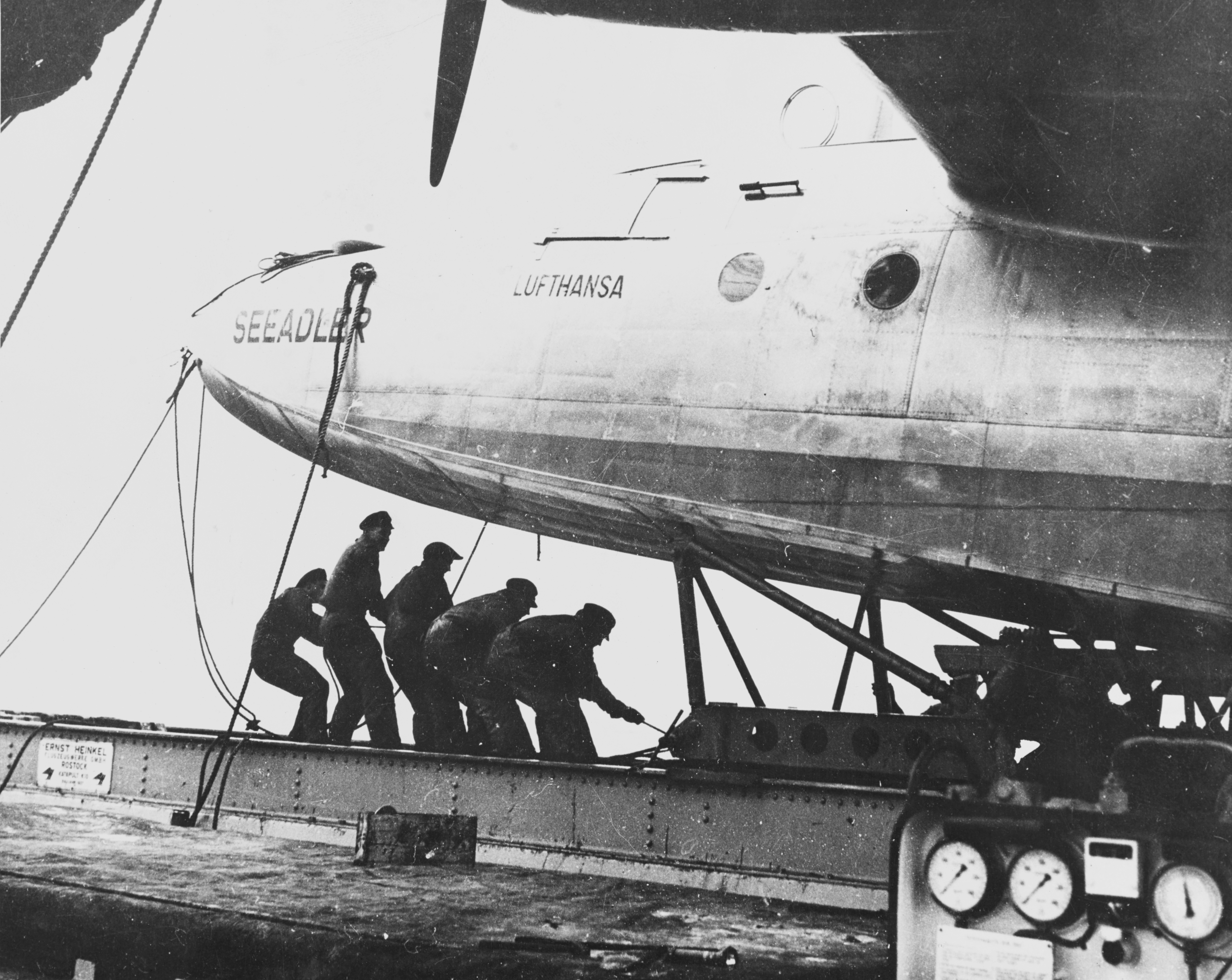
Do 26 V1 "Seeadler" (D-AGNT) en un catapulta en el Atlántico Sur, en 1938-1939

En 1937, DLH ordenó tres aviones Do 26, que fueron diseñados para ser lanzados por catapulta desde naves de suministros especiales, para propósitos de correo aéreo transatlántico. El primero, el Do 26 V1 D-AGNT Seeadler, fue pilotado en su vuelo inaugural por el capitán de vuelo Erich Gundermann el 21 de mayo de 1938, seguido el 23 de noviembre por el Do 26 V2 D-AWDS Seefalke pilotado por el capitán de vuelo Egon Fath. Ambos fueron completados y entregados a Deutsche Luft Hansa antes del estallido de la Segunda Guerra Mundial. Debido a la oposición encontrada por los Estados Unidos, la línea aérea alemana no pudo operar estos aviones en la ruta transatlántica prevista, en cambio, en 1939 fueron utilizados para transportar correo aéreo en la ruta del Atlántico Sur de DHL entre Bathurst y Natal (Brasil). El tercer avión, Do 26B D-ASRA Seemöwe se completó poco antes del comienzo de la Segunda Guerra Mundial.
Una notable misión civil Do 26 fue llevada a cabo por el V2 Seefalke, cuando el 14 de febrero de 1939 el veterano piloto de Luft Hansa, capitán de vuelo Siegfried Graf Schack von Wittenau se embarcó en un vuelo de ayuda humanitaria a Chile, trasportando 580 kg de suministros médicos para las víctimas del terremoto en Chile. El vuelo de 10.700 km (6,600 mi) duró 36 horas.

### Segunda Guerra Mundial
Los tres aviones de DLH fueron asignados a la Luftwaffe en 1939 al estallar la Segunda Guerra Mundial, como P5 + AH, P5 + BH y P5 + CH respectivamente.
Otros tres aviones Do 26 (V4 - V6) fueron construidos como Do 26C para la Luftwaffe con los motores Junkers Jumo 205D más potentes de 648 kW (880 hp); los tres aviones originales se convirtieron de manera similar para el servicio militar. El armamento consistió en un cañón MG 151/20 de 20 mm y tres ametralladoras MG 15 de 7,92 mm.
Los Do 26 vieron el servicio en abril y mayo de 1940 en la Campaña de Noruega , transportando suministros, tropas y evacuando heridos hacia y desde donde las aisladas fuerzas alemanas que luchaban durante la Tercera Batalla de Narvik bajo el mando del Generalleutnant Eduard Dietl . Durante esta campaña, tres de ellos se perdieron:
El 8 de mayo de 1940, el AH + P5 (ex Seefalke V2) fue obligado a descender por tres Blackburn Skua del 803º Escuadrón de la Fleet Air Arm operando desde el portaaviones HMS Ark Royal mientras transportaban 18 Gebirgsjäger al frente de Narvik; realizando un amerizaje forzoso en el fiordo Efjorden en Ballangen. Siegfried Graf Schack von Wittenau, la tripulación y los 18 soldados, fueron capturados tras combatir con las fuerzas noruegas. Uno de los Skua, volado por el futuro subteniente Philip Noel Charlton fue alcanzado por disparos desde el V2 e hizo un aterrizaje de emergencia en Tovik cerca de Harstad.
El 28 de mayo de 1940, tanto el V1 (ex Seeadler pilotado por Ernst-Wilhelm Modrow ) como el V3 (ex Seemöwe ) fueron incendiados con disparos y hundidos en sus amarres en el embalse Sildvik en el fiordo Rombaken cerca de Narvik, cuando fueron descubiertos y atacados por tres Hawker Hurricane del 46º Squadron de la RAF liderado por el teniente de vuelo neozelandés (más tarde Capitán del Grupo ) PG "Pat" Jameson, poco después del aterrizaje. Tres cañones de montaña destinados a las fuerzas alemanas que luchaban en las montañas al este de Narvik se perdieron con la destrucción de los V1 y V3, mientras que un arma fue recuperada de uno de los aviones antes de que se perdiera.
El V5 se perdió el 16 de noviembre de 1940, matando a su tripulación, después de haber sido lanzado por la noche desde el barco catapulta Friesenland en Brest, Francia. El destino de V4 y V6, que en 1944 todavía estaban asignados al Centro de pruebas marinas en Travemünde , no está claro.

## Variantes

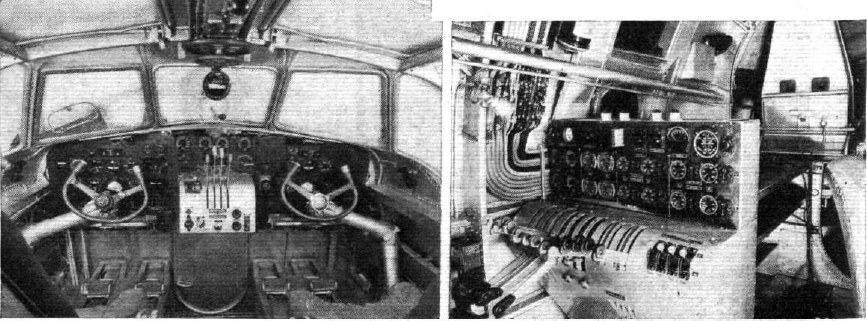
Interior de la cabina de un Do 26

Do 26A
Dos prototipos, llamados V1 (D-AGNT Seeadler) y V2 (D-AWDS Seefalke).
Do 26B
Tercer prototipo, llamado V3 (D-ASRA Seemöwe).
Do 26C
Variante militar para la Luftwaffe, propulsado por motores Junkers Jumo 205D y armado con un cañón MG 151/20 de 20 mm y tres ametralladoras MG 15 de 7,92 mm. Tres unidades fabricadas. Los V1, V2 y V3 fueron reconstruidos de forma similar.

## Operadores
Alemania
- Deutsche Lufthansa AG utilizó los dos ejemplares Do 26A y el Do 26B entre 1938 y 1939. Posteriormente los tres fueron entregados a la Luftwaffe.
- La Luftwaffe utilizó los seis aviones construidos.

## Especificaciones (Do 26A civil)
Referencia datos: Avia Russian

### Características generales
- Tripulación: 4
- Carga: 500 kg
- Longitud: 24,5 m
- Envergadura: 30 m
- Altura: 6,9 m
- Superficie alar: 120 m²
- Peso vacío: 10200 kg
- Peso máximo al despegue: 20000 kg
- Planta motriz: 4× diésel de 2 tiempos de 6 cilindros, con pistones opuestos, refrigerado por agua Junkers Jumo 205 C.
  - Potencia: 441 kW (608 HP; 600 CV) cada uno.
- Hélices: 1× Tripala por motor.

### Rendimiento
- Velocidad máxima operativa (Vno): 335 km/h
- Velocidad crucero (Vc): 310 km/h
- Alcance: 9000 km
- Techo de vuelo: 4600 m

## Especificaciones (Do 26 V6)
Referencia datos: Luftwaffe Resource Center

### Características generales
- Tripulación: 4
- Capacidad: 12 soldados completamente equipados
- Carga: 500 kg
- Longitud: 24,6 m
- Envergadura: 30 m
- Altura: 6,85 m
- Superficie alar: 120 m²
- Peso vacío: 11300 kg
- Peso cargado: 22500 kg
- Planta motriz: 4× Motor diésel Junkers Jumo 205D.
  - Potencia: 656 kW 880 cv cada uno.
- Hélices: 1× Tripala por motor.

### Rendimiento
- Velocidad máxima operativa (Vno): 324 km/h
- Alcance: 7100 km
- Radio de acción: km
- Alcance en combate: km
- Alcance en ferry: km

### Armamento
- Ametralladoras: 3× MG 15 de 7,92 mm en la popa

- Cañones: 1× MG 151/20 de 20 mm en una torreta de proa

### Secuencias de designación
- Sistema de designación aeronaves del RLM: ← Do 23 · Do 24 · Kl 25 · Do 26 · Kl 26 · M 27 · Do 29 →

### Listas relacionadas
- Anexo:Aeronaves militares de Alemania en la Segunda Guerra Mundial
- Anexo:Hidroaviones y aviones anfibios